# Phyllocycla sordida
Phyllocycla sordida – gatunek ważki z rodziny gadziogłówkowatych (Gomphidae). Występuje na terenie Ameryki Południowej.